# 辽宁总站旧址
辽宁总站旧址，俗称老北站，曾經是沈阳北站的站房，位于中国辽宁省沈阳市和平区总站路100号，总站路的北侧。此建筑于1927年兴建，1930年竣工，1931年3月19日启用。著名建筑师杨廷宝负责本建筑的设计。1988年6月25日因新车站启用而停用，后改为沈阳局集团沈阳车务段办公楼。1996年，该建筑被列为沈阳市文物保护单位，2003年被列入辽宁省文物保护单位，2013年又被列为第七批全国重点文物保护单位。

## 历史

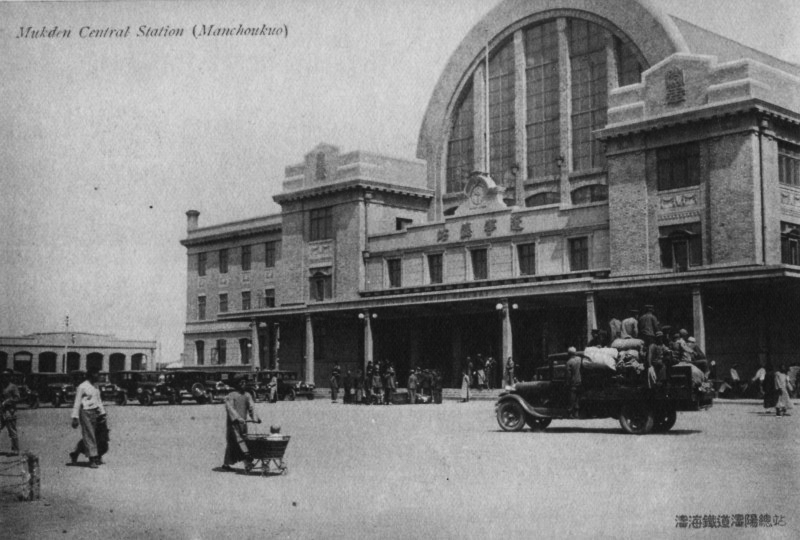
作为铁路车站使用的辽宁总站

1924年，京奉铁路在沈阳市区的车站修建在小西门附近，以原奉天省立第五小学的校舍设立。1927年，为抗衡日本控制下奉天驿和南满铁路的影响力，张作霖决定在皇寺附近新建“奉天总站”。6月，杨廷宝开始设计站房；杨廷宝最初设计的站房是西欧现代主义风格的，因为京奉铁路管理局和设计事务所更倾向于正阳门东站的外形，他将设计修改成了现在的样式。在张作霖被刺杀后，其子张学良顶住了日方的压力，使车站的工程得以继续。1931年3月19日，新的站房启用，由于奉天省更名为辽宁省，车站被命名为“辽宁总站”。
1988年6月25日，新的沈阳北站竣工，原先的辽宁总站站房也从此淡出了乘客的视线。随后，这个老站房被改为了沈阳铁路分局的办公楼；2007年，沈阳车务段入驻老站房。2017年，老站房得到了修缮，原候车厅的布局得以复旧，2楼则增加了一些展览。大楼的两侧各放置了1台蒸汽机车和客车。
目前老站房既是一个参观的景点，也是沈阳车务段的调度指挥中心。

## 建筑
辽宁总站旧址结合了古典主义和中国传统建筑的特色，体现出了折衷主义的特点。建筑布局为轴对称式，中间拱起了一个拱形的屋顶，两侧为3层平顶建筑。站房的前面为长方形的广场。
车站总建筑面积8485平方米。中间的屋顶顶点处高18米，跨度16米，拱筒长30米，拱的脚下由混凝土柱支撑；复旧后的候车厅拱顶高25米，跨度20米。下方是候车厅；两侧的建筑中，1层为售票厅、行包房，2层和3层为站务和行政用地。作为中国最大的车站之一，站房里货场、行李房、餐厅、旅馆、车站广场等设施一应齐备。
建筑采用钢筋混凝土结构，屋顶为绿色的铁瓦，窗户为木格小窗，正厅入口有大挑檐，两侧屋顶的建筑有一些古典主义式样的装饰。候车厅的大门是4扇拱形木门，顶端是大面积的玻璃木窗，前后也设有大面积的玻璃侧窗。

## 图片

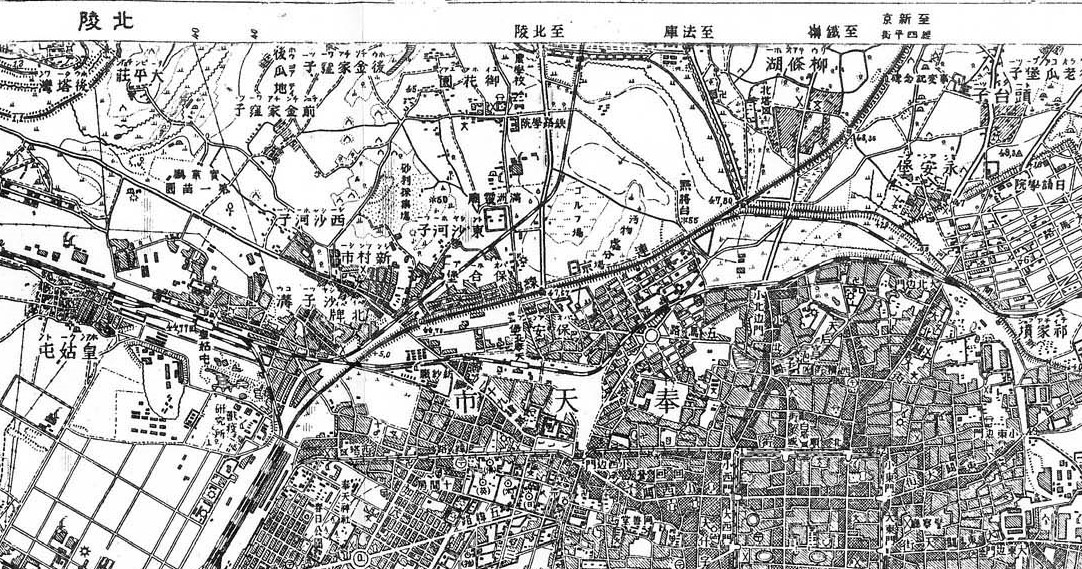
1939年的奉天地图。可见老站和连接的奉山铁路和奉吉铁路。南满铁路（连京线）不经过车站并与三洞桥和奉山线立体相交
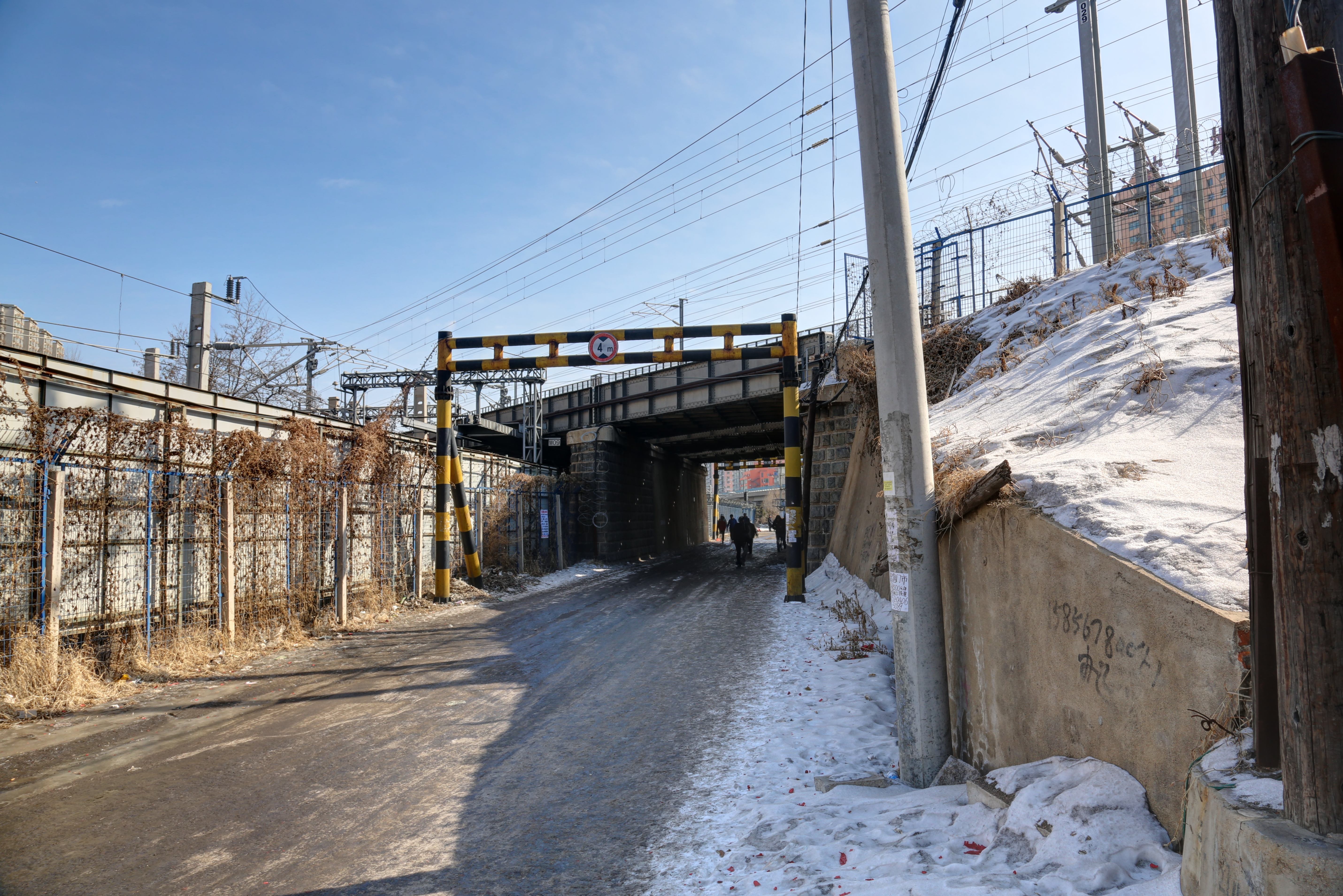
原先前往老站房的线路